# Jinder Mahal
Yuvraj "Raj" Singh Dhesi (Calgary, 19 de julho de 1986), é um lutador de luta profissional canadense que trabalha para a WWE no programa Raw como Jinder Mahal.

## Carreira

### Início
Dhesi começou sua carreira no Martial Arts Fitness Center em Calgary, Alberta treinando com "Razor" Rick Titan e lutando na Premier Martial Arts Wrestling (PMW), lutando como Raj "The Future" Dhesi. Ele treinaria com "Champagne" Jerry Morrow e Bad News Allen no dojo da New Japan Pro Wrestling. Na promoção canadense Stampede Wrestling, após lutar na Hybrid Wrestling Coalition (HWC), Dhesi formou uma dupla com seu primo Gama Singh, Jr., como The Karachi Vice, e Sikh n' Destroy. Em março de 2005, a dupla ganhou o Stampede Wrestling International Tag Team Championship, mantendo-o por oito meses. Eles ganharam o título novamente em dezembro do mesmo ano, o mantendo até novembro do ano seguinte. Ele lutaram também na Prairie Wrestling Alliance, onde Dhesi foi Campeão da PWA de 2008 até janeiro de 2010, e a dupla, três vezes campeã da categoria. Dhesi também competiu na Great North Wrestling (GNW), onde manteve rivalidades com lutadores como Samoa Joe e Hannibal. Dhesi teve sua última luta na GNW, derrotando McCully, em 27 de fevereiro.

### World Wrestling Entertainment / WWE (2010-presente)

#### Florida Championship Wrestling (2010–2012)
Em dezembro de 2009, ele teve uma luta teste na Florida Championship Wrestling (FCW).  Ele foi assistido por Steve Keirn, Pat Patterson e Mike Rotunda e afirma que foi contratado por saber falar punjab e vestir roupas tradicionais. No início de 2010, ele foi contratado pela FCW.

#### SmackDown (2011–2012)
Jinder Mahal estreou no SmackDown! de 29 de abril de 2011, em um segmento nos bastidores com The Great Khali e Ranjin Singh. Na semana seguinte, Mahal confrontou Singh sobre como ele e Khali realizavam atividades infantis e constrangedoras. Ele interrompeu a Khali Kiss Cam na semana seguinte, estapeando Khali duas vezes. Em 20 de maio, Mahal voltou a estapear Khali que, para impressioná-lo, derrotou Jey Uso e atacou Jimmy Uso. No SmackDown de 27 de maio, Khali foi derrotado por Kane. Após o combate, ele traiu Singh e se aliou a Mahal, se tornando um vilão. A explicação dada por Singh era a que Mahal era casado com a irmã dele e de Khali e, que se ele se recusasse a apoiá-lo, iria divorciar-se, o que levaria a família de Khali e Ranjin à ruína. Khali e Mahal passaram a lutar juntos e foram derrotados pela primeira vez no Raw de 5 de setembro, por Air Boom (Evan Bourne e Kofi Kingston). Em uma revanche no SmackDown, Mahal estapeou Khali, sendo empurrado por Khali e sendo derrotado. No SmackDown de 16 de setembro, Mahal atacaria Khali durante uma luta contra Heath Slater. Na semana seguinte, Khali derrotou Mahal.

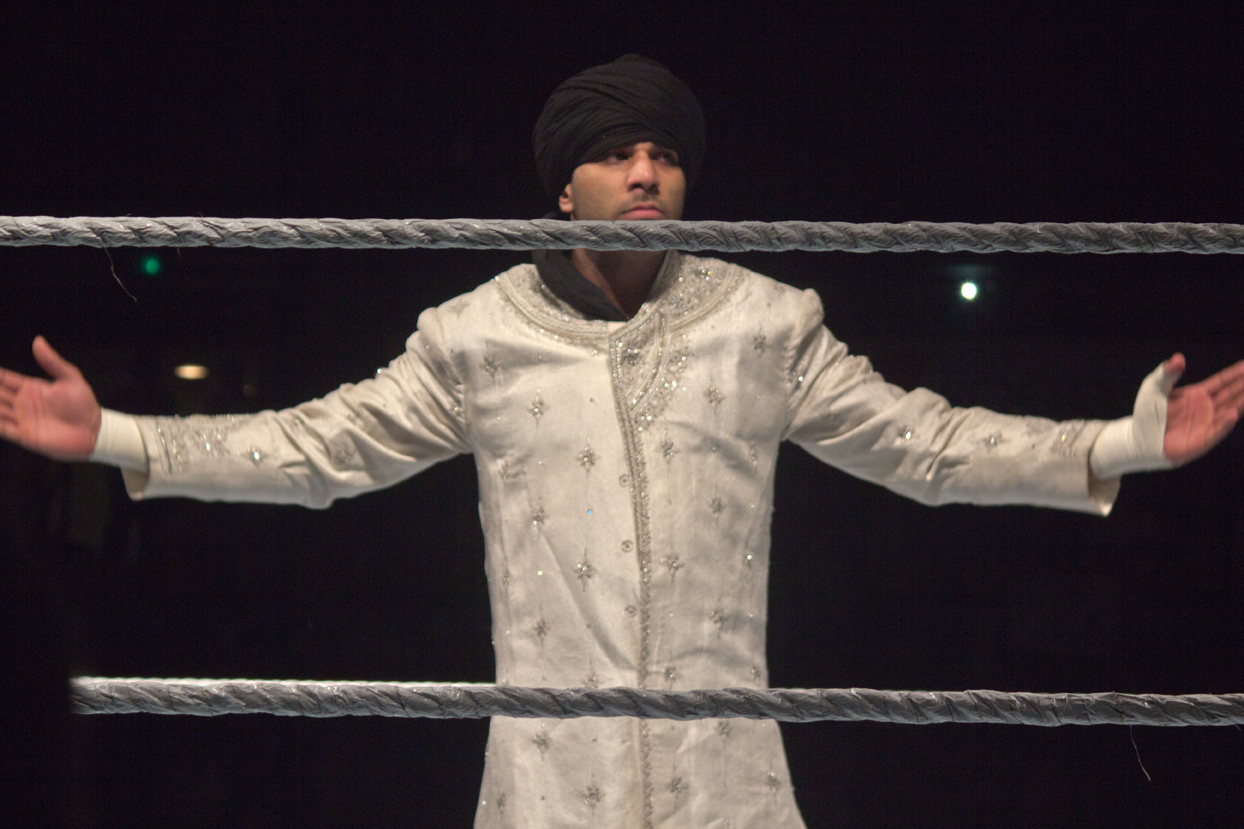
Mahal antes de uma luta

No NXT de 27 de setembro de 2011, Mahal derrotou Yoshi Tatsu. No Raw de 3 de outubro, Mahal teve uma entrevista interrompida por Santino Marella, que o derrotou logo depois. No SmackDown de 7 de outubro, Mahal foi derrotado por Ezekiel Jackson. Na semana seguinte, Mahal foi o terceiro colocado de uma battle royal de 41 lutadores, a maior da história da WWE. No SmackDown de 11 de novembro, Mahal foi derrotado por Ted DiBiase. Ele, então, trocaria vitórias e derrotas com DiBiase e começaria uma rivalidade com Sheamus. Em 13 de dezembro, Sheamus derrotou Mahal, após este desrespeitar Sheamus diversas vezes. Eles se enfrentaram diversas vezes, com Mahal sendo derrotado em todas as ocasiões. No Royal Rumble, ele foi eliminado por Great Khali. No Over The Limit, Mahal participaria e perderia uma battle royal para definir o desafiante pelo WWE Intercontinental Championship ou WWE United States Championship.
Ele começou uma rivalidade com Ryback sendo derrotado por intencionalmente abandonando combates ou causando desqualificações. Mahal requisitaria uma luta contra dois lutadores locais, como Ryback, os derrotando.

#### 3MB (2012-2014)
No SmackDown de 21 de setembro, Mahal e Drew McIntyre interferiram em uma luta entre Heath Slater e Brodus Clay, atacando o último. O trio passou a se chamar 3MB. No WWE Superstars de 27 de setembro, Mahal e McIntyre acompanharam Slater em uma luta contra Yoshi Tatsu. Após Slater vencer, os três atacaram Tatsu. No pré-show do Survivor Series, Slater e Mahal derrotaram Santino Marella e Zack Ryder. No TLC: Tables, Ladders & Chairs (2012), 3MB foi derrotada por The Miz, Alberto Del Rio e Brooklyn Brawler. No Raw da noite seguinte, Miz e Del Rio aliaram-se a Tommy Dreamer para novamente derrotar 3MB. No Raw da véspera de ano-novo, Team Hell No derrotou 3MB em uma luta pelo Campeonato de Duplas da WWE. Os três participaram da luta Royal Rumble, sem sucesso.
O grupo foi desfeito com a demissão de Drew McIntyre e o próprio Mahal
No dia 12 de junho de 2014, a WWE anunciou a demissão de nove Lutadores e um árbitro. Entre eles estava Mahal.

## No wrestling

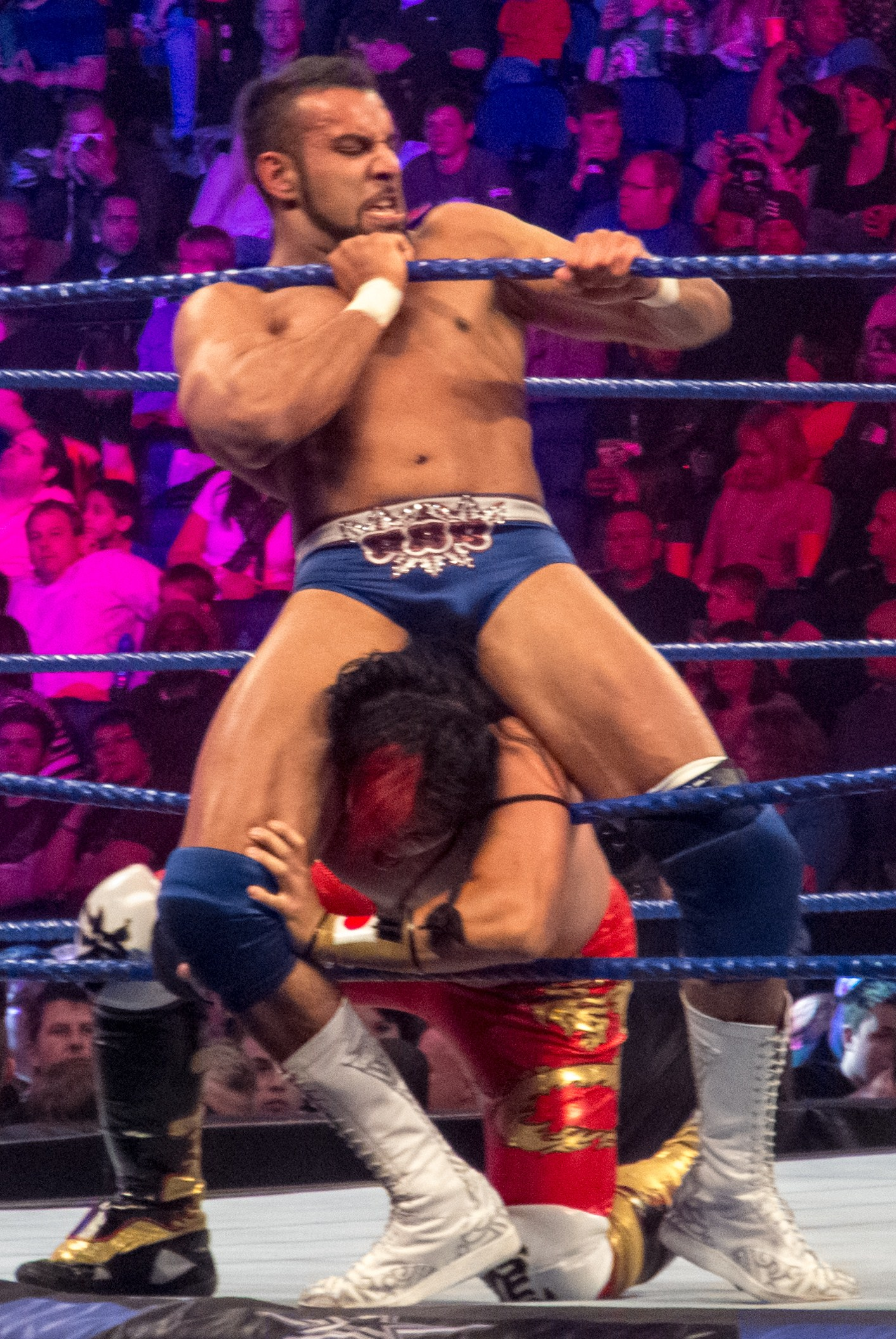
Mahal enfrentando Yoshi Tatsu em 2012.

- Movimentos de finalização
  - Khallas (Cobra clutch slam)
  - Punjabi Clutch (Camel clutch)[12][13]
  - Full nelson slam[14]
  - Karachi Valley Driver [15] (Death Valley driver) – circuito independente
  - Sands of Time [15] (Fireman's carry double knee gutbuster)[2][16] – FCW
- Movimentos secundários
  - Butterfly suplex[12][13]
  - High knee[17]
  - Knee drop[17]
- Manager
  - The Great Khali
- Lutadores de quem foi manager
  - The Great Khali
- Temas de entrada
  - Main Yash Hun V2 por Jim Johnston (4 de março de 2011 - 21 de setembro de 2012)
  - "One Man Band" por Jim Johnston (21 de setembro 2012–outubro de 2012; enquanto parte da 3MB)
  - More Than One Man por Jim Johnston (25 de outubro de 2012–presente; enquanto parte da 3MB)
  - Sher (Lion) por Jim Johnston e Ali Kaz (16 de agosto de 2016-presente)

## Títulos e prêmios
- Prairie Wrestling Alliance
  - PWA Heavyweight Championship (1 vez)[3][18]
- Pro Wrestling Illustrated
  - PWI o colocou na #336ª posição dos 500 melhores lutadores individuais em 2011[19]
- Stampede Wrestling
  - Stampede Wrestling International Tag Team Championship (2 vezes) – com Gama Singh, Jr.[3]
- WWE
  - WWE Championship (1 vez)
  - WWE United States Championship (1 vez)
  - WWE 24/7 Championship (2 vezes)